# Visconde de Balsemão
O título nobiliárquico de Visconde de Balsemão, de juro e herdade e com Honras de Grandeza, foi  criado pelo Príncipe-Regente D. João, em nome de sua mãe D. Maria I de Portugal, por Decreto de 14 de Agosto de 1801, em favor de Luís Pinto de Sousa Coutinho.
Por serem Viscondes com Grandeza, os Viscondes de Balsemão têm direito ao uso do coronel heráldico de Conde.

## Titulares
1. Luís Pinto de Sousa Coutinho, 1.º Visconde com Grandeza de Balsemão;
2. Luís Máximo Alfredo Pinto de Sousa Coutinho, 2.º Visconde com Grandeza de Balsemão;
3. Luís José Alexandre Pinto de Sousa Coutinho, 3.º Visconde com Grandeza de Balsemão;
4. Vasco Pinto de Sousa Coutinho, 4.º Visconde com Grandeza de Balsemão;
5. Luís Alexandre Alfredo Pinto de Sousa Coutinho, 5.º Visconde com Grandeza de Balsemão.
6. Vasco Pinto de Sousa Coutinho, 6.º Visconde com Grandeza de Balsemão;
7. Luís Maria Perestrelo Pinto de Sousa Coutinho, 7.º Visconde com Grandeza de Balsemão.